# الطريق الإقليمي السريع

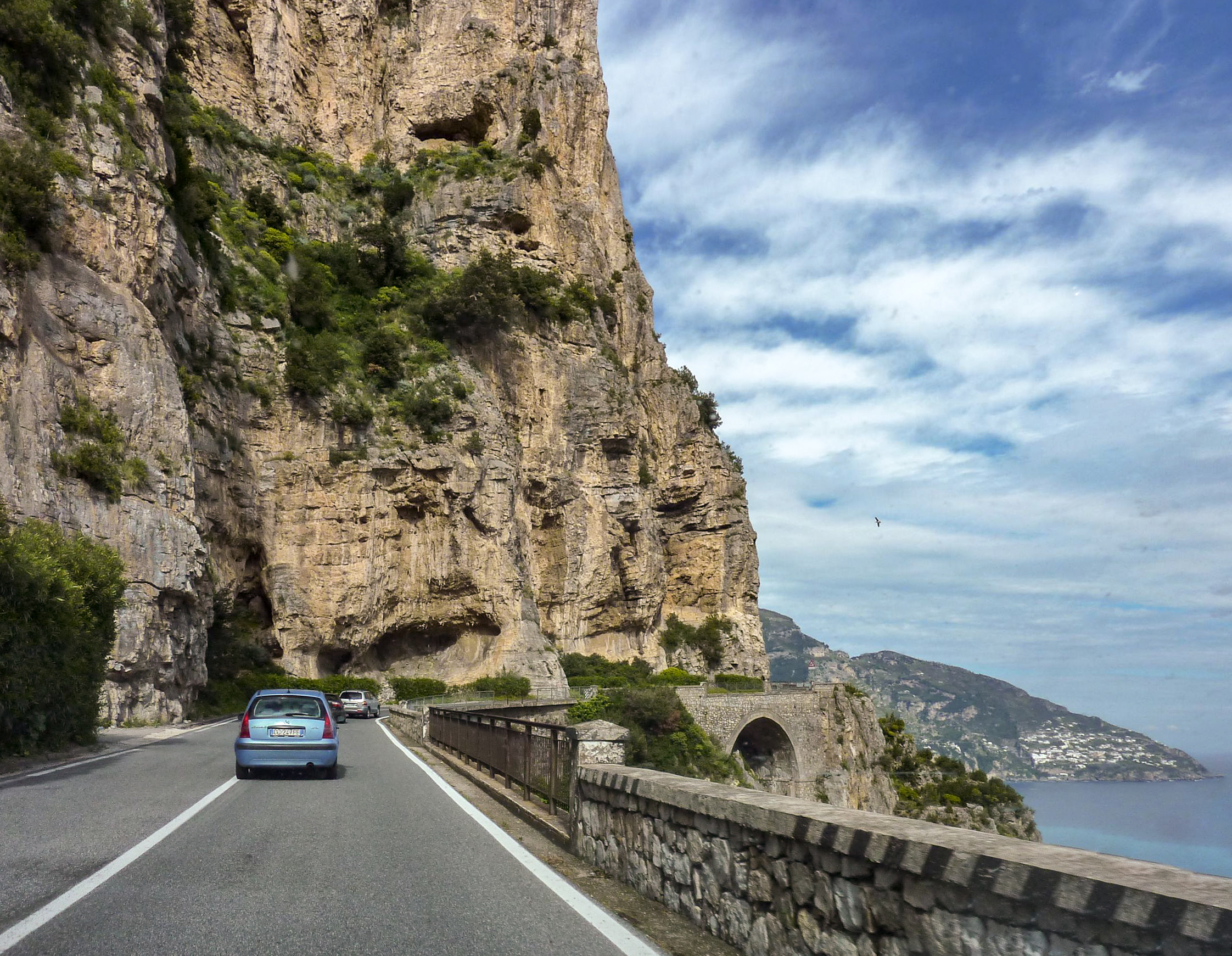
الطريق الإقليمي السريع أمالفيتانّا: منظر للطريق في ساحل أمالفي.

عادةً ما يكون الطريق السريع للولاية (والطريق السريع الإقليمي المكافئ أو طريق المقاطعة) طريقًا مرقّمًا أو يشار به إلى ولاية أو مقاطعة دون وطنية. يقع الطريق المرقم لولاية أو مقاطعة أدنى من الطرق السريعة الوطنية المُرقمة (تعد كندا استثناء ملحوظًا لهذه القاعدة) في التسلسل الهرمي (تُستخدم أرقام المسارات للمساعدة في التنقل، وقد تشير أو لا تشير إلى الملكية أو الصيانة). تشمل الطرق التي تحتفظ بها الولاية أو المقاطعة كلاً من الطرق السريعة المرقمة وطنياً والطرق السريعة التابعة للولاية غير المرقمة. اعتمادًا على الولاية، يمكن استخدام «الطريق السريع للولاية» لمعنى واحد و"state road" أو "state route" للمعنى الآخر.
في بعض البلدان مثل نيوزيلندا، تُستخدم كلمة «دولة» بمعنى دولة أو دولة ذات سيادة. بهذا المعنى، الطريق السريع للولاية هو طريق تتم صيانته وترقيمه من قبل الحكومة الوطنية بدلاً من السلطات المحلية.

## بلدان

### أستراليا
يغطي نظام طريق الولاية الأسترالي الطرق الحضرية والأقاليمية غير المدرجة في الطريق الوطني أو أنظمة الطرق السريعة الوطنية. يتم تمييز هذه الطرق بدرع أزرق. في بعض الأحيان قد يتم تشكيل طريق دولة عند إيقاف تشغيل طريق وطني سابق.
أدخلت معظم الولايات والأقاليم نظام ترقيم المسار الأبجدي الرقمي، إما كليًا أو جزئيًا لتحل محل الأنظمة السابقة.

### البرازيل
البرازيل هي دولة أخرى مقسمة إلى ولايات ولديها طرق سريعة تابعة للولاية.

### كندا
تنقسم كندا إلى مقاطعات وأقاليم، لكل منها نظامها الخاص للطرق السريعة الإقليمية، والتي تشكل غالبية شبكة الطرق السريعة في البلاد. يوجد أيضًا نظام الطريق السريع الوطني العابر للقارات عبر كندا، والذي يتميز بعلامات مميزة، ولكن لا يوجد لديه تعيين رقمي موحد في جميع أنحاء البلاد. في المقاطعات الشرقية، على سبيل المثال، تُجمع علامة طريق غير مرقم عبر كندا (على الرغم من وجود طريق فرعي مسمى في بعض الأحيان) مع علامة إقليمية مرقمة، مع استمرار المسار الإقليمي في كثير من الأحيان خارج قسم الطريق السريع عبر كندا. ومع ذلك، في المقاطعات الغربية، يتم ترقيم المسارين المتوازيين العابرين لكندا باستمرار بعلامات الطريق عبر كندا؛ كطرق سريعة 1 و 16 على التوالي.
تمتلك كندا أيضًا نظامًا وطنيًا للطرق السريعة، لكن النظام غير مرقم تمامًا، بخلاف الطرق العابرة لكندا. هذا يجعل كندا فريدة من نوعها من حيث أن تعيينات الطرق السريعة الوطنية تكون بشكل عام ثانوية للطرق دون الوطنية.

### ألمانيا
في ألمانيا، تعتبر طرق الولاية (Landesstraßen، Staatsstraßen) من فئة الطرق التي تحتل مرتبة أقل من شبكة الطرق الفيدرالية (Bundesstraßen). تقع مسؤولية تخطيط الطرق وبنائها وصيانتها على عاتق ولايات ألمانيا الاتحادية.
تستخدم معظم الولايات الفيدرالية مصطلح Landesstraße (المميز بحرف "L")، بينما تستخدم ساكسونيا وبافاريا المصطلح Staatsstraße (المميز بحرف "S") لأسباب تاريخية. يختلف مظهر الدروع من دولة إلى أخرى.
لا ينبغي الخلط بين مصطلح Land-es-Straße و Landstraße، الذي يصف كل طريق خارج المناطق المبنية وليس فئة طريق.

### إيطاليا
تمتد Strade Statali الإيطالية لحوالي 18000 كيلومتر، تحت إشراف Azienda Nazionale Autonoma delle Strade (ANAS) التي تأسست عام 1946، لتحل محل (Azienda Autonoma delle Strade Statali) من عام 1928.

### الهند
الطرق السريعة بالولاية في الهند هي طرق سريعة مرقمة جرى وضعها وصيانتها من قبل حكومات الولايات.

### المكسيك
نظام الطرق السريعة بولاية المكسيك هو نظام من الطرق الحضرية والخاصة التي أنشأتها وصانتها كل ولاية مكسيكية. الغرض الرئيسي من شبكات الولاية هو العمل كنظام مغذي لنظام الطرق السريعة الفيدرالي. جميع الولايات باستثناء المقاطعة الفيدرالية تدير شبكة طرق. تحدد كل ولاية هذه المسارات بدرع أبيض يحتوي على الاسم المختصر للدولة بالإضافة إلى رقم المسار.

### نيوزيلندا
الطرق السريعة لولاية نيوزيلندا هي طرق سريعة وطنية - وتعني كلمة «دولة» بهذا المعنى «حكومة» أو «عامة» (كما هو الحال في الإسكان الحكومي والمدارس الحكومية)، وليست تقسيمًا لدولة ما.
نظام الطرق السريعة في نيوزيلندا هو عبارة عن شبكة طرق وطنية تغطي الجزيرة الشمالية والجزيرة الجنوبية. اعتبارًا من عام 2006، يوجد أقل من 100 طريق بها تصنيف «طريق سريع للولاية». وكالة النقل النيوزيلندية تديرها. الحد الأقصى للسرعة لمعظم الطرق السريعة بالولاية هو 100 كم/ ساعة، مع انخفاضات عند المرور عبر منطقة مكتظة بالسكان.
جرى تحديد الطرق السريعة في نيوزيلندا في الأصل على نظام من مستويين، وطني (SH 1-8) وإقليمي، مع وجود طرق سريعة وطنية ذات معايير أعلى وأولويات تمويلية. الآن جميعها عبارة عن طرق سريعة تابعة للولاية، وتتكون الشبكة من SH 1 على طول كلتا الجزيرتين الرئيسيتين، SH 2-5 و10-58 في الجزيرة الشمالية، و SH 6-8 و 60-99 في الجزيرة الجنوبية. الطرق السريعة الوطنية والمحلية مرقمة تقريبًا من الشمال إلى الجنوب.  طريق الولاية السريع 1 يمتد على طول كلتا الجزيرتين.